# Aéroport de Palerme
 (octobre 2010).
Si vous disposez d'ouvrages ou d'articles de référence ou si vous connaissez des sites web de qualité traitant du thème abordé ici, merci de compléter l'article en donnant les références utiles à sa vérifiabilité et en les liant à la section « Notes et références ».
L'aéroport international de Palerme Falcone-Borsellino (code IATA : PMO • code OACI : LICJ), aussi connu sous le nom de Punta Raisi, est situé sur la commune de Cinisi, à 32 km à l'ouest de Palerme. Il est le plus important de Sicile et l'un des plus importants d'Italie, avec 7,01 millions de passagers  transportés en 2019.
Il est relié à la ville de Palerme par l'autoroute et par le train de banlieue.
L'aéroport a été rebaptisé Falcone-Borsellino en mémoire des deux juges anti-mafia Giovanni Falcone et Paolo Borsellino assassinés en 1992.

## Situation

### Carte des aéroports en Italie
| \| 100 km1:7 506 000 \| Abruzzes Alghero Ancône Bari Bergame Bologne Bolzano Brescia Brindisi Cagliari Catane Comiso Grosseto Coni Elbe Florence Foggia Gênes Lamezia Terme Lampedusa Milan L. Milan M. Naples Olbia Palerme Pantelleria Parme Pérouse Pise Reggio de Calabre Rimini Rome C. Rome F. Salerne Trapani Trévise Trieste Turin Venise Vérone |
| 100 km1:7 506 000 |

## Évolution du trafic
Pour des raisons techniques, il est temporairement impossible d'afficher le graphique qui aurait dû être présenté ici.

Voir la requête brute et les sources sur Wikidata.

### Zoom sur l'impact du covid de 2019-2020
Pour des raisons techniques, il est temporairement impossible d'afficher le graphique qui aurait dû être présenté ici.

Voir la requête brute et les sources sur Wikidata.

## Compagnies et destinations desservies

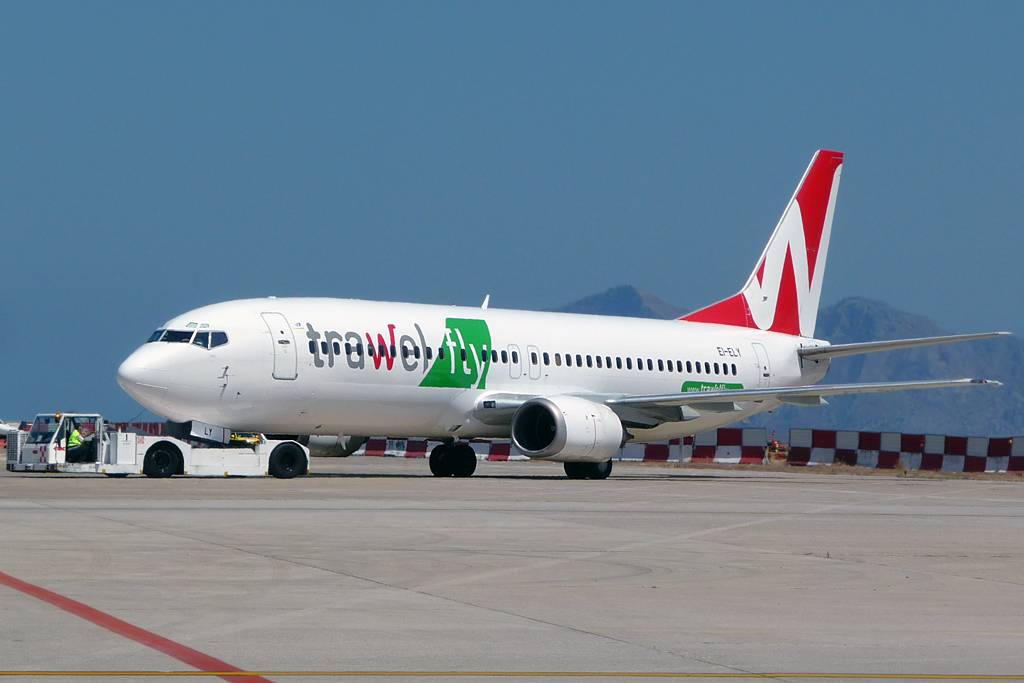
Vol charter.

| Compagnies                    | Destinations |
| ----------------------------- | --- |
| Air France                    | En saison : Paris-Charles de Gaulle |
| Air Malta                     | Malte |
| Air Serbia                    | Belgrade-Nikola-Tesla |
| AlbaStar                      | Milan-Malpensa, Rome Léonard-de-Vinci/Fiumicino En saison : Tarbes-Lourdes-Pyrénées |
| AlMasria Universal Airlines   | En saison charter : Charm el-Cheikh |
| ASL Airlines France           | En saison charter : - Bâle-Mulhouse, - Bordeaux-Mérignac, - Lyon-Saint-Exupéry, - Marseille-Provence, - Olbia-Costa Smeralda, - Paris-Charles de Gaulle |
| Austrian Airlines             | En saison : Vienne-Schwechat |
| British Airways               | En saison : Londres-Heathrow |
| Croatia Airlines              | En saison : Mostar |
| Danish Air Transport          | Lampédouse, Pantelleria |
| easyJet                       | Londres-Luton, Milan-Malpensa, Naples-Capodichino, Paris-Charles de Gaulle En saison : Amsterdam, Londres-Gatwick, Lyon-Saint-Exupéry, Nice-Côte d'Azur, Paris-Orly |
| easyJet Switzerland           | Bâle-Mulhouse, Genève-Cointrin |
| Enter Air                     | En saison charter : Cracovie-Jean-Paul II, Varsovie-Chopin, Wrocław-N. Copernic |
| Eurowings                     | En saison : Cologne/Bonn-K. Adenauer, Düsseldorf, Stuttgart |
| Iberia Express                | En saison : Madrid-Barajas |
| ITA Airways                   | Milan-Linate, Rome Léonard-de-Vinci/Fiumicino |
| LOT Polish Airlines           | En saison : Varsovie-Chopin |
| Lufthansa                     | Francfort, Munich-F. J. Strauß |
| Luxair                        | En saison : Luxembourg-Findel |
| Neos                          | En saison : Milan-Malpensa, Vérone - Villafranca |
| Norwegian Air Shuttle         | En saison : Copenhague-Kastrup, Stockholm-Arlanda |
| Ryanair                       | - Barcelone-El Prat, - Bari-Karol Wojtyła, - Bergame-Orio al Serio, - Berlin-Brandebourg, - Bologne-Borgo Panigale, - Bucarest-H. Coandă, - Budapest-Ferenc Liszt, - Cagliari, - Charleroi Bruxelles-Sud, - Cologne/Bonn-K. Adenauer, - Coni, - Dublin, - Édimbourg, - Forlì, - Gênes-Christophe-Colomb, - Karlsruhe/Baden-Baden, - Cracovie-Jean-Paul II, - Londres-Stansted, - Madrid-Barajas, - Marseille-Provence, - Memmingen, - Milan-Malpensa, - Naples-Capodichino, - Nuremberg-A. Dürer, - Parme, - Pérouse-Sant'Egidio, - Pise-Galileo Galilei, - Rome Léonard-de-Vinci/Fiumicino, - Turin S.-Pertini (Caselle), - Valence, - Venise - Marco Polo, - Vérone - Villafranca, - Wrocław-N. Copernic En saison : - Alghero-Fertilia, - Brindisi Papola/Casale, - Francfort-Hahn, - Rimini, - Trieste/Frioul, - Vienne-Schwechat |
| Scandinavian Airlines         | En saison : Copenhague-Kastrup, Oslo-Gardermoen, Stockholm-Arlanda |
| Smartwings                    | En saison charter : Katowice-Pyrzowice, Varsovie-Chopin |
| Swiss International Air Lines | En saison : Zurich |
| Transavia                     | En saison : Rotterdam-La Haye |
| Transavia France              | Paris-Orly En saison : Lyon-Saint-Exupéry, Montpellier-Méditerranée, Nantes-Atlantique |
| TUI fly Belgium               | En saison : Bruxelles-National En saison charter : Brest-Bretagne, Lyon-Saint-Exupéry, Nantes-Atlantique, Paris-Charles de Gaulle, Toulouse-Blagnac |
| TUI fly Netherlands           | En saison : Amsterdam |
| Tunisair                      | Tunis-Carthage |
| Turkish Airlines              | Istanbul |
| Volotea                       | Ancône-Falconara, Naples-Capodichino, Venise - Marco Polo, Vérone - Villafranca En saison : - Athènes E.-Venizélos, - Bordeaux-Mérignac, - Deauville, - Florence-Peretola, - Lille Lesquin, - Lyon-Saint-Exupéry, - Nantes-Atlantique, - Nice-Côte d'Azur, - Olbia-Costa Smeralda, - Santorin, - Strasbourg, - Tarbes-Lourdes-Pyrénées, - Toulouse-Blagnac, - Zante D.-Solomós |
| Vueling                       | Barcelone-El Prat, Florence-Peretola |
| Wizz Air                      | Venise - Marco Polo |

## Événements
- 5 mai 1972 : crash du Vol Alitalia 112
- 23 décembre 1978 : crash du vol Alitalia 4128